# العلاقات الأذربيجانية الأيرلندية
العلاقات الأذربيجانية الأيرلندية هي العلاقات الثنائية التي تجمع بين أذربيجان وجمهورية أيرلندا.

## مقارنة بين البلدين
هذه مقارنة عامة ومرجعية للدولتين:
| وجه المقارنة                                              | أذربيجان        | جمهورية أيرلندا                                       |
| --------------------------------------------------------- | --------------- | ----------------------------------------------------- |
| المساحة (كم2)                                             | 86.60 ألف       | 70.27 ألف                                             |
| عدد السكان (نسمة)                                         | 10.00 مليون     | 4.76 مليون                                            |
| الكثافة السكانية (ن./كم²)                                 | 115.47          | 67.74                                                 |
| العاصمة                                                   | باكو            | دبلن                                                  |
| اللغة الرسمية                                             | اللغة الأذرية   | اللغة الأيرلندية، لغة إنجليزية، الإنجليزية الأيرلندية |
| العملة                                                    | مانات أذربيجاني | جنيه أيرلندي، يورو، عملات اليورو الأيرلندية           |
| الناتج المحلي الإجمالي (بليون دولار)                      | 40.75 مليار     | 333.73 مليار                                          |
| الناتج المحلي الإجمالي (تعادل القوة الشرائية) بليون دولار | 171.56 مليار    | 318.16 مليار                                          |
| الناتج المحلي الإجمالي الاسمي للفرد دولار أمريكي          | 5.50 ألف        | 61.13 ألف                                             |
| الناتج المحلي الإجمالي للفرد دولار أمريكي                 | 17.52 ألف       |                                                       |
| مؤشر التنمية البشرية                                      | 0.751           | 0.916                                                 |
| رمز المكالمات الدولي                                      | +994            | +353                                                  |
| رمز الإنترنت                                              | .az             | .ie                                                   |
| المنطقة الزمنية                                           | ت ع م+04:00     | 00، ت ع م+01:00، أوروبا/دبلن ‏                         |

## منظمات دولية مشتركة
يشترك البلدان في عضوية مجموعة من المنظمات الدولية، منها:
| علم المنظمة | اسم المنظمة                               | تاريخ انضمام أذربيجان | تاريخ انضمام جمهورية أيرلندا |
| ----------- | ----------------------------------------- | --------------------- | ---------------------------- |
|             | الاتحاد البريدي العالمي                   | ?                     | ?                            |
|             | بنك التنمية الآسيوي                       | 1999                  | 2006                         |
|             | يونسكو                                    | 3 يونيو 1992          | 3 أكتوبر 1961                |
|             | البنك الدولي للإنشاء والتعمير             | 18 سبتمبر 1992        | 8 أغسطس 1957                 |
|             | وكالة ضمان الاستثمار متعدد الأطراف        | 23 سبتمبر 1992        | 27 أكتوبر 1989               |
|             | الاتحاد الدولي للاتصالات                  | 10 أبريل 1992         | 8 ديسمبر 1923                |
|             | منظمة الشرطة الجنائية الدولية             | ?                     | ?                            |
|             | مؤسسة التنمية الدولية                     | 31 مارس 1995          | 22 ديسمبر 1960               |
|             | مؤسسة التمويل الدولية                     | 11 أكتوبر 1995        | 11 سبتمبر 1958               |
|             | الأمم المتحدة                             | 2 مارس 1992           | 14 ديسمبر 1955               |
|             | منظمة الأمن والتعاون في أوروبا            | 30 يناير 1992         | 25 يونيو 1973                |
|             | مجلس أوروبا                               | 25 فبراير 2001        | ?                            |
|             | منظمة حظر الأسلحة الكيميائية              | ?                     | ?                            |
|             | المركز الدولي لتسوية المنازعات الاستشارية | 18 أكتوبر 1992        | 7 مايو 1981                  |

## وصلات خارجية
- موقع وزارة الخارجية الأذربيجانية